# Fussball Club Luzern 2011-2012
Questa voce raccoglie le informazioni riguardanti il Fussball Club Luzern nelle competizioni ufficiali della stagione 2011-2012.

## Stagione
Nella stagione 2011-2012 il Lucerna, allenato da Murat Yakın, concluse il campionato di Super League al 2º posto. In Coppa Svizzera il Lucerna perse la finale con il Basilea.

## Rosa
| N. |                       | Ruolo | Calciatore           |
| -- | --------------------- | ----- | -------------------- |
| 1  | Svizzera (bandiera)   | P     | David Zibung         |
| 5  | Svizzera (bandiera)   | C     | Michel Renggli       |
| 6  | Croazia (bandiera)    | D     | Tomislav Puljić      |
| 7  | Svizzera (bandiera)   | D     | Claudio Lustenberger |
| 8  | Albania (bandiera)    | C     | Jahmir Hyka          |
| 9  | Israele (bandiera)    | C     | Moshe Ohayon         |
| 11 | Svizzera (bandiera)   | C     | Daniel Gygax         |
| 13 | Svizzera (bandiera)   | D     | Florian Stahel       |
| 14 | Svizzera (bandiera)   | D     | Jérôme Thiesson      |
| 17 | Paraguay (bandiera)   | A     | Darío Lezcano        |
| 18 | Svizzera (bandiera)   | P     | Oliver Strohhammer   |
| 19 | Svizzera (bandiera)   | C     | Adrian Winter        |
| 20 | Svizzera (bandiera)   | C     | Xavier Hochstrasser  |
| 21 | Portogallo (bandiera) | C     | Nelson Ferreira      |

| N. |                       | Ruolo | Calciatore        |
| -- | --------------------- | ----- | ----------------- |
| 22 | Albania (bandiera)    | C     | Burim Kukeli      |
| 23 | Mauritania (bandiera) | D     | Sally Sarr        |
| 24 | Svizzera (bandiera)   | C     | Alain Wiss        |
| 26 | Serbia (bandiera)     | A     | Dejan Sorgić      |
| 28 | Portogallo (bandiera) | C     | Sava Bento        |
| 29 | Svizzera (bandiera)   | D     | Mario Bühler      |
| 29 | Kosovo (bandiera)     | C     | Hekuran Kryeziu   |
| 30 | Svizzera (bandiera)   | P     | Gabriel Wüthrich  |
| 32 | Svizzera (bandiera)   | C     | Gëzim Shalaj      |
| 33 | Nigeria (bandiera)    | A     | Olarenwaju Kayode |
| 34 | Svizzera (bandiera)   | D     | Silvan Büchli     |
| 34 | Svizzera (bandiera)   | C     | Nedim Sacirović   |
| 35 | Svizzera (bandiera)   | A     | Calderon Mavembo  |

## Organigramma societario
Area tecnica
- Allenatore: Murat Yakın
- Allenatore in seconda: Giorgio Contini, Walter Grüter
- Preparatore dei portieri:
- Preparatori atletici:

## Calciomercato

### Sessione estiva
| Acquisti | Acquisti            | Acquisti   | Acquisti |
| R.       | Nome                | da         | Modalità |
| -------- | ------------------- | ---------- | -------- |
| D        | Florian Stahel      | Zurigo     |          |
| C        | Xavier Hochstrasser | Padova     |          |
| C        | Jahmir Hyka         | Tirana     |          |
| D        | Sally Sarr          | Wil        |          |
| D        | Jérôme Thiesson     | Bellinzona |          |
| C        | Adrian Winter       | San Gallo  |          |

| Cessioni | Cessioni           | Cessioni     | Cessioni |
| R.       | Nome               | a            | Modalità |
| -------- | ------------------ | ------------ | -------- |
| D        | Adekunle Lukmon    | Kriens       |          |
| D        | Benjamin Kibebe    | Kriens       |          |
| A        | Janko Pacar        | Kriens       |          |
| D        | Christophe Lambert | Bellinzona   |          |
| A        | Paiva              | Grasshoppers |          |
| C        | Thomas Prager      | Rapid Vienna |          |
| D        | Dušan Veškovac     | Young Boys   |          |
| C        | Marco Wiget        | Tuggen       |          |
| D        | Elsad Zverotić     | Young Boys   |          |

### Sessione invernale
| Acquisti | Acquisti          | Acquisti       | Acquisti |
| R.       | Nome              | da             | Modalità |
| -------- | ----------------- | -------------- | -------- |
| A        | Darío Lezcano     | Thun           |          |
| A        | Olarenwaju Kayode | ASEC Mimosas   |          |
| C        | Moshe Ohayon      | Legia Varsavia |          |
| C        | Gëzim Shalaj      | Kriens         |          |

| Cessioni | Cessioni             | Cessioni   | Cessioni |
| R.       | Nome                 | a          | Modalità |
| -------- | -------------------- | ---------- | -------- |
| D        | Marijan Urtic        | Kriens     |          |
| A        | Nico Siegrist        | Aarau      |          |
| D        | Daniel Fanger        | Aarau      |          |
| A        | Cristian Florin Ianu | Sion       |          |
| C        | Hakan Yakın          | Bellinzona |          |

## Risultati

### Super League

#### Prima fase, girone di andata
| Arbitro: | Hänni |

|  |           |                                |
|  | Marcatori | 25’ Puljić 62’ Wiss 76’ Winter |

| Arbitro: | Graf |

|  |           |            |
|  | Marcatori | 90’ Puljić |

| Lucerna 31 luglio 2011, ore 16:00 CEST 3ª giornata | Lucerna     | 0 – 0 referto | Thun | swissporarena (17 000 spett.)\| Arbitro: \| Wermelinger \| |
| Arbitro:                                           | Wermelinger |               |      |                                                            |

| Arbitro: | Studer |

|          |           |            |
| Hyka 85’ | Marcatori | 48’ Mayuka |

| Arbitro: | Gremaud |

|             |           |           |
| Vanczák 64’ | Marcatori | 5’ Winter |

| Arbitro: | Kever |

|                                    |           |              |
| Ferreira 15’, 71’ Hochstrasser 21’ | Marcatori | 33’ Streller |

| Arbitro: | Klossner |

|  |           |            |
|  | Marcatori | 12’ Stahel |

| Arbitro: | Bieri |

|                                      |           |           |
| Winter 63’ Ferreira 65’ Siegrist 90’ | Marcatori | 82’ Nikçi |

| Arbitro: | Studer |

|  |           |                             |
|  | Marcatori | 15’ (rig.) Yakın 27’ Puljić |

#### Prima fase, girone di ritorno
| Arbitro: | Kever |

|                                     |           |  |
| Yakın 19’ (rig.) Renggli 90’ (rig.) | Marcatori |  |

| Arbitro: | Gremaud |

|              |           |  |
| Veškovac 58’ | Marcatori |  |

| Arbitro: | Jaccottet |

|          |           |                      |
| Hyka 49’ | Marcatori | 41’ Uche 75’ Sánchez |

| Arbitro: | Laperrière |

|               |           |  |
| Ianu 48’, 55’ | Marcatori |  |

| Arbitro: | Carrell |

|          |           |           |
| Béda 76’ | Marcatori | 72’ Yakın |

| Arbitro: | Bieri |

|                             |           |                  |
| Schirinzi 48’, 90’ Rama 87’ | Marcatori | 56’ (rig.) Yakın |

| Arbitro: | Studer |

|                    |           |           |
| Gygax 68’ Sarr 80’ | Marcatori | 51’ Zuber |

| Arbitro: | Bieri |

|              |           |  |
| Streller 70’ | Marcatori |  |

| Arbitro: | Wermelinger |

|            |           |                          |
| Winter 22’ | Marcatori | 20’ Eudis 77’ de Azevedo |

#### Seconda fase, girone di andata
| Arbitro: | Kever |

|          |           |           |
| Hyka 37’ | Marcatori | 51’ Drmić |

| Arbitro: | Jaccottet |

|               |           |              |
| Schneuwly 72’ | Marcatori | 76’ Siegrist |

| Losanna 19 febbraio 2012, ore 16:00 CET 21ª giornata | Losanna     | 0 – 0 referto | Lucerna | Stade Olympique de la Pontaise (4 500 spett.)\| Arbitro: \| Wermelinger \| |
| Arbitro:                                             | Wermelinger |               |         |                                                                            |

| Arbitro: | Studer |

|                 |           |  |
| Lezcano 4’, 37’ | Marcatori |  |

| Arbitro: | Graf |

|                           |           |            |
| Abraham 28’ Frei 78’, 81’ | Marcatori | 68’ Ohayon |

| Arbitro: | Hänni |

|                           |           |          |
| Karanović 60’ Estéban 88’ | Marcatori | 76’ Sarr |

| Lucerna 17 marzo 2012, ore 17:45 CET 25ª giornata | Lucerna | 0 – 0 referto | Sion | swissporarena (11 498 spett.)\| Arbitro: \| Carrell \| |
| Arbitro:                                          | Carrell |               |      |                                                        |

| Arbitro: | Gremaud |

|                  |           |  |
| Hochstrasser 25’ | Marcatori |  |

| 1º aprile 2012, ore CEST 27ª giornata | Neuchâtel Xamax | 0 – 0 referto | Lucerna |  |

#### Seconda fase, girone di ritorno
| Arbitro: | Kever |

|             |           |            |
| Lezcano 59’ | Marcatori | 3’ Shaqiri |

| Zurigo 15 aprile 2012, ore 16:00 CEST 29ª giornata | Zurigo | 0 – 0 referto | Lucerna | Stadio Letzigrund (11 000 spett.)\| Arbitro: \| Graf \| |
| Arbitro:                                           | Graf   |               |         |                                                         |

| Arbitro: | Hänni |

|                                             |           |            |
| Hochstrasser 24’ (rig.) Hyka 30’ Ohayon 90’ | Marcatori | 64’ Yartey |

| Arbitro: | Schüttengruber |

|                |           |                     |
| Zuber 50’, 76’ | Marcatori | 26’ Hyka 28’ Winter |

| 1º maggio 2012, ore CEST 32ª giornata | Lucerna | 0 – 0 referto | Neuchâtel Xamax |  |

| Arbitro: | Jaccottet |

|                            |           |                               |
| González 9’ Vitkieviez 61’ | Marcatori | 72’ Ferreira 90’ (rig.) Gygax |

| Arbitro: | Graf |

|                              |           |                            |
| Stahel 64’ Ferreira 85’, 87’ | Marcatori | 77’ (rig.) Negrão 89’ Roux |

| Arbitro: | Gremaud |

|  |           |               |
|  | Marcatori | 73’ Schirinzi |

| Arbitro: | Bieri |

|                   |           |                                           |
| Zibung 34’ (aut.) | Marcatori | 39’ Stahel 83’ (rig.) Kukeli 89’ Ferreira |

### Coppa Svizzera
| 18 settembre 2011, ore 15:00 CEST Primo turno | Losone Sportiva | 0 – 3 | Lucerna |  |

| 16 ottobre 2011, ore 14:30 CEST Secondo turno | FC Grand-Lancy | 1 – 3 | Lucerna |  |

| 27 novembre 2011, ore 14:30 CET Ottavi di finale | Wohlen | 1 – 2 | Lucerna |  |

| 20 marzo 2012, ore 20:15 CET Quarti di finale | Lucerna | 3 – 0 | Grasshoppers |  |

| 11 aprile 2012, ore 20:15 CEST Semifinale | Sion | 0 – 1 | Lucerna |  |

| Arbitro: | Wermelinger |

|                             |                      |                                 |
| Puljić 67’                  | Marcatori            | 55’ Huggel                      |
| Renggli Ohayon Gygax Stahel | Tiri di rigore 2 – 4 | Yapi Yapo Streller Zoua Shaqiri |

## Statistiche

### Statistiche di squadra
| Competizione   | Punti | In casa | In casa | In casa | In casa | In casa | In casa | In trasferta | In trasferta | In trasferta | In trasferta | In trasferta | In trasferta | Totale | Totale | Totale | Totale | Totale | Totale | DR  |
| Competizione   | Punti | G       | V       | N       | P       | Gf      | Gs      | G            | V            | N            | P            | Gf           | Gs           | G      | V      | N      | P      | Gf     | Gs     | DR  |
| -------------- | ----- | ------- | ------- | ------- | ------- | ------- | ------- | ------------ | ------------ | ------------ | ------------ | ------------ | ------------ | ------ | ------ | ------ | ------ | ------ | ------ | --- |
| Super League   | 56    | 18      | 9       | 6       | 3       | 26      | 14      | 18           | 5            | 8            | 5            | 20           | 18           | 36     | 14     | 14     | 8      | 46     | 32     | +14 |
| Coppa Svizzera | -     | 2       | 1       | 1       | 0       | 4       | 1       | 4            | 4            | 0            | 0            | 9            | 2            | 6      | 5      | 1      | 0      | 13     | 3      | +10 |
| Totale         | 56    | 20      | 10      | 7       | 3       | 30      | 15      | 22           | 9            | 8            | 5            | 29           | 20           | 42     | 19     | 15     | 8      | 59     | 35     | +24 |

### Andamento in campionato
| Giornata  | 1 | 2 | 3 | 4 | 5 | 6 | 7 | 8 | 9 | 10 | 11 | 12 | 13 | 14 | 15 | 16 | 17 | 18 | 19 | 20 | 21 | 22 | 23 | 24 | 25 | 26 | 27 | 28 | 29 | 30 | 31 | 32 | 33 | 34 | 35 | 36 |
| --------- | - | - | - | - | - | - | - | - | - | -- | -- | -- | -- | -- | -- | -- | -- | -- | -- | -- | -- | -- | -- | -- | -- | -- | -- | -- | -- | -- | -- | -- | -- | -- | -- | -- |
| Luogo     | T | T | C | C | T | C | T | C | T | C  | T  | C  | C  | T  | T  | C  | T  | C  | C  | T  | T  | C  | T  | T  | C  | C  | T  | C  | T  | C  | T  | C  | T  | C  | C  | T  |
| Risultato | V | V | N | N | N | V | V | V | V | V  | P  | P  | V  | N  | P  | V  | P  | P  | N  | N  | N  | V  | P  | P  | N  | V  | N  | N  | N  | V  | N  | N  | N  | V  | P  | V  |
| Posizione | 1 | 2 | 2 | 1 | 3 | 2 | 1 | 1 | 1 | 1  | 1  | 1  | 1  | 2  | 2  | 2  | 2  | 2  | 2  | 3  | 3  | 2  | 2  | 2  | 2  | 2  | 2  | 2  | 2  | 2  | 2  | 2  | 2  | 2  | 2  | 2  |

Legenda:

Luogo: C = Casa; T = Trasferta. Risultato: V = Vittoria; N = Pareggio; P = Sconfitta.

### Statistiche dei giocatori
| Giocatore       | Super League | Super League | Super League | Super League | Coppa Svizzera | Coppa Svizzera | Coppa Svizzera | Coppa Svizzera | Totale   | Totale | Totale      | Totale     |
| Giocatore       | Presenze     | Reti         | Ammonizioni  | Espulsioni   | Presenze       | Reti           | Ammonizioni    | Espulsioni     | Presenze | Reti   | Ammonizioni | Espulsioni |
| --------------- | ------------ | ------------ | ------------ | ------------ | -------------- | -------------- | -------------- | -------------- | -------- | ------ | ----------- | ---------- |
| S. Bento        | 0            | 0            | 0            | 0            | 0              | 0              | 0              | 0              | 0        | 0      | 0           | 0          |
| S. Büchli       | 0            | 0            | 0            | 0            | 0              | 0              | 0              | 0              | 0        | 0      | 0           | 0          |
| M. Bühler       | 4            | 0            | 0            | 0            | 0              | 0              | 0              | 0              | 4        | 0      | 0           | 0          |
| D. Fanger       | 0            | 0            | 0            | 0            | 0              | 0              | 0              | 0              | 0        | 0      | 0           | 0          |
| N. Ferreira     | 31           | 7            | 3            | 0            | 1              | 0              | 0              | 0              | 32       | 7      | 3           | 0          |
| D. Gygax        | 16           | 2            | 1            | 0            | 1              | 0              | 1              | 0              | 17       | 2      | 2           | 0          |
| X. Hochstrasser | 31           | 3            | 6            | 0            | 1              | 0              | 0              | 0              | 32       | 3      | 6           | 0          |
| J. Hyka         | 30           | 5            | 3            | 0            | 1              | 0              | 0              | 0              | 31       | 5      | 3           | 0          |
| C. Ianu         | 6            | 2            | 1            | 0            | 0              | 0              | 0              | 0              | 6        | 2      | 1           | 0          |
| O. Kayode       | 1            | 0            | 0            | 0            | 0              | 0              | 0              | 0              | 1        | 0      | 0           | 0          |
| B. Kibebe       | 0            | 0            | 0            | 0            | 0              | 0              | 0              | 0              | 0        | 0      | 0           | 0          |
| H. Kryeziu      | 16           | 0            | 3            | 0            | 0              | 0              | 0              | 0              | 16       | 0      | 3           | 0          |
| B. Kukeli       | 29           | 1            | 4            | 1            | 0              | 0              | 0              | 0              | 29       | 1      | 4           | 1          |
| D. Lezcano      | 14           | 3            | 1            | 0            | 1              | 0              | 0              | 0              | 15       | 3      | 1           | 0          |
| A. Lukmon       | 2            | 0            | 0            | 0            | 0              | 0              | 0              | 0              | 2        | 0      | 0           | 0          |
| C. Lustenberger | 32           | 0            | 3            | 1            | 1              | 0              | 0              | 0              | 33       | 0      | 3           | 1          |
| C. Mavembo      | 0            | 0            | 0            | 0            | 0              | 0              | 0              | 0              | 0        | 0      | 0           | 0          |
| M. Ohayon       | 9            | 2            | 1            | 0            | 1              | 0              | 0              | 0              | 10       | 2      | 1           | 0          |
| T. Puljić       | 25           | 3            | 8            | 2            | 1              | 1              | 0              | 0              | 26       | 4      | 8           | 2          |
| M. Renggli      | 30           | 1            | 5            | 0            | 1              | 0              | 0              | 0              | 31       | 1      | 5           | 0          |
| N. Sacirović    | 1            | 0            | 0            | 0            | 0              | 0              | 0              | 0              | 1        | 0      | 0           | 0          |
| S. Sarr         | 32           | 2            | 8            | 0            | 1              | 0              | 0              | 0              | 33       | 2      | 8           | 0          |
| G. Shalaj       | 1            | 0            | 0            | 0            | 0              | 0              | 0              | 0              | 1        | 0      | 0           | 0          |
| N. Siegrist     | 8            | 2            | 0            | 0            | 0              | 0              | 0              | 0              | 8        | 2      | 0           | 0          |
| D. Sorgić       | 1            | 0            | 0            | 0            | 0              | 0              | 0              | 0              | 1        | 0      | 0           | 0          |
| F. Stahel       | 17           | 3            | 4            | 0            | 1              | 0              | 0              | 0              | 18       | 3      | 4           | 0          |
| O. Strohhammer  | 0            | 0            | 0            | 0            | 0              | 0              | 0              | 0              | 0        | 0      | 0           | 0          |
| J. Thiesson     | 24           | 0            | 4            | 0            | 0              | 0              | 0              | 0              | 24       | 0      | 4           | 0          |
| A. Winter       | 32           | 5            | 2            | 0            | 1              | 0              | 0              | 0              | 33       | 5      | 2           | 0          |
| A. Wiss         | 29           | 1            | 6            | 0            | 1              | 0              | 1              | 0              | 30       | 1      | 7           | 0          |
| G. Wüthrich     | 0            | 0            | 0            | 0            | 0              | 0              | 0              | 0              | 0        | 0      | 0           | 0          |
| H. Yakın        | 18           | 4            | 3            | 0            | 0              | 0              | 0              | 0              | 18       | 4      | 3           | 0          |
| D. Zibung       | 34           | 0            | 2            | 0            | 1              | 0              | 0              | 0              | 35       | 0      | 2           | 0          |